# Mercado de Oulu
El Mercado de Oulu es un mercado histórico situado en la Plaza del Mercado, en el centro de Oulu, Finlandia. Fue inaugurado en 1901. El mercado fue diseñado por los arquitectos Karl Lindahl y Walter Thomé. Su interior está estructurado por 2 pasillos en los que hay 62 puestos de madera.
El Ayuntamiento de Oulu decidió construir el mercado en 1889 debido a las estrictas normas de seguridad alimentaria en Finlandia. Específicamente, los carniceros debían ser trasladados de la plaza del mercado al aire libre a un mercado cubierto. Los almacenes que rodean el salón principal son antiguos graneros reconvertidos en tiendas de artesanía. En 2015 se aprobó la construcción de un hotel, el Oulu Market Hotel, situado junto a la entrada.